# 周亚特
周亚特（1936年7月—），男，湖北安陆人，中国地质矿产工程师，曾任民革中央委员，黄石市政协副主席，第七、八届全国政协委员。